# Parque nacional Cudmore
Cudmore es un parque nacional ubicado en el centro oeste de Queensland (Australia), a 844 km al noroeste de Brisbane.

## Datos
- Área: 204,00 km²
- Coordenadas: 22°55′30″S 146°18′14″E / -22.92500, 146.30389
- Fecha de Creación: 1998
- Administración: Servicio para la Vida Salvaje de Queensland, Central Región
- Categoría IUCN: II